# Maximilian Daublebsky von Sterneck
Maximilian Daublebsky von Sterneck zu Ehrenstein (Klagenfurt, 14. veljače 1829. – Beč, 5. prosinca 1897.), admiral Austrougarske ratne mornarice.
U Austrougarsku ratnu mornaricu stupio je 1847. godine nakon završenoga školovanja na mornaričkom kolegiju u Veneciji. U Viškom boju 1866. godine zapovijedao je oklopnom fregatom Erzherzogom Ferdinandom Maxom, kojom je, udarivši je kljunom, probio talijanski zapovjednički brod Rè d'Italia. Godine 1869. postavljen je za lučkog admirala u Puli, a zapovjednikom Arsenala postaje 1876. godine. S ovih služba prelazi na mjesto zapovjednika Austrougarske ratne mornarice i upravitelja Mornaričkog odsjeka pri Carskom ministarstvu rata u Beču. Njegovom zaslugom izgrađene su u Puli mnoge ustanove Mornarice koje su smještene uglavnom u novoj puljskoj četvrti Sv. Polikarpu: Mornaričko-tehnički odbor, Mornarički sud i zatvor, škole, vrtići (prvi u gradu), parkovi i perivoji (Kaiserwald), vojarne i mnogobrojne stambene zgrade za radnike, ali i časnike. Pokopan je u kripti mornaričke crkve Gospe od Mora u Puli, upravo u onoj crkvi za čiju je gradnju bio najviše zaslužan. Njegovim trudom je izgrađena i crkva Bokeških mučenika u Krašićima.  Objavljena su mu sjećanja Erinnerungen aus den Jahren 1847–1897 (1901.) s biografijom J. Benka.

## Više informacija
- Austrougarska ratna mornarica

| vojne službe                  | vojne službe                                                                 | vojne službe                 |
| ----------------------------- | ---------------------------------------------------------------------------- | ---------------------------- |
| prethodnik Friedrich von Pöck | zapovjednik Austrougarske ratne mornarice studeni 1883. – prosinac 1897.     | nasljednik Hermann von Spaun |
| prethodnik Friedrich von Pöck | načelnik Mornaričke sekcije Ministarstva rata studeni 1883. – prosinac 1897. | nasljednik Hermann von Spaun |